# 崔桂亮
崔桂亮（1962年—），江苏徐州人，汉族，中华人民共和国政治人物。

## 生平
毕业于复旦大学经济管理专业，加入中国共产党。担任维维集团股份有限公司董事长。2008年起担任全国人大代表。2013年，被选为全国人大代表。2018年2月24日，当选为第十三届全国人大代表。